# Dorothy Clutterbuck

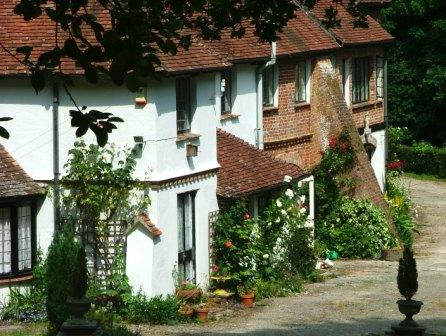
Dom Latimers, gdzie miała odbyć się inicjacja Dorothy Clutterbuck

Dorothy Clutterbuck (ur. 19 stycznia 1880, zm. 12 stycznia 1951) – zamożna mieszkanka Christchurch w Anglii, według Geralda Gardnera członkini kowenu czarownic. Clutterbuck nigdy publicznie nie przyznała się do swojej działalności i należała do Kościoła Anglikańskiego; jednakże od czasu śmierci stała się ważną osobistością w historii Wicca jako przypuszczalna przywódczyni kowenu New Forest, w którym Gardner był inicjowany, oraz właścicielka domu, w którym owa inicjacja miała miejsce. Podejrzewa się, iż to właśnie Clutterbuck osobiście inicjowała Gardnera.
Jednym z najważniejszych dokumentów, będących świadectwem jej wierzeń, były pamiętniki z lat 1942-1943; przeznaczone do czytania dla gości i zawierały poezje, ilustracje i folklor.